# Ємельяненко Олександр Володимирович
Олександр Володимирович Ємельяненко (нар. 2 серпня 1981, Старий Оскол, Білгородська область, РРФСР, СРСР ) — російський боєць зі змішаних єдиноборств. Колишній чемпіон світу за версією ProFC. Багаторазовий чемпіон Росії та світу з бойового самбо, чемпіон Європи з бойового самбо, майстер спорту Росії із самбо, майстер спорту Росії міжнародного класу з бойового самбо, майстер спорту Росії із дзюдо.

## Ранні роки
Народився в місті Старий Оскол. Мати — Ольга Федорівна, викладач. Батько — Володимир Олександрович, газоелектрозварник. Сестра Марина, брати Федір та Іван.
У 1988 році почав займатися самбо і дзюдо під керівництвом Воронова Володимира Михайловича. У 16 років виконав норматив майстер спорту із дзюдо. Закінчив 9 класів школи і ПТУ № 22 за спеціальністю «газоелектрозварник»:
 Я і зварювальну іскру навряд чи запалю. З цією справою у мене завжди були складнощі. Пам'ятаю, в училищі на іспиті треба було скріпити дві пластини зварювальним швом. Приятель-відмінник зголосився допомогти. Зробив все акуратненько, я кажу: «Для хохми — спочатку я віднесу цю пластину, слідом — ти. Подивимося, що поставлять». До майстра з нашої групи вирушив першим. Оглянув він пластину, пожував губами, скривився: «Да-а, тут кривовато, там шов поїхав… Гаразд, як спортсмену, поставлю тобі четверочку». Забрав я роботу і відкланявся. Коли під кінець іспиту з цієї ж пластиною до майстра зайшов приятель, той зрадів йому як рідному: «Ось це я розумію! Ідеальна робота! Гей ви, недотепи, — покликав він всю групу, — дивіться, як треба варити …»— Олександр Ємельяненко 
В 1999 у став чемпіоном Європи із самбо. В 2002, 2003 і 2006 ах ставав чемпіоном світу з бойового самбо. В 2009 у закінчив економічний факультет Бєлгородського державного університету. В 2004 у переїхав в Санкт-Петербург.

## Змішані єдиноборства
У 2003 у вступив в «Russian Top Team» (RTT) і почав виступати в боях Pride, невдовзі разом з Федором покинув «RTT» через конфлікт з її керівником Валерієм Погодіним і вступив в «Red Devil Fighting Team».